# Tadeusz Sobiś
Tadeusz Sobiś, ps. „Świerk” (ur. 13 sierpnia 1902 w Kłobucku, zm. 20 maja 1974) – instruktor harcerski w stopniu harcmistrza, przyjaciel młodzieży i pasjonat harcerstwa. Wieloletni członek Komendy Hufca
ZHP Kłobuck.

## Życiorys
Urodził się 13 sierpnia 1902 w Kłobucku w rzemieślniczej rodzinie Franciszka i Marii z Borkowskich. Miał 6 sióstr i 4 braci. W okresie międzywojennym pracował jako urzędnik i kierowca w biurze notarialnym w Kłobucku, a w okresie 1938 – 1939 w fabryce akumulatorów w Piastowie koło Warszawy. W 1929 roku ożenił się ze Stanisławą Kopyciak, z którą miał czworo dzieci: Tadeusza (1930), Jerzego (1932), Zdzisława (1934) i Zofię (1937); wszystkie należały do harcerstwa.
10.07.1919 roku wstąpił do Pierwszej Drużyny Harcerskiej im. Tadeusza Kościuszki w Kłobucku (później 13 Zagłębiowska Drużyna Harcerzy im. Tadeusza Kościuszki w Kłobucku). Wiosną 1920 ukończył kurs instruktorski. Tego samego roku zgłosił się ochotniczo z grupą harcerzy do Wojska Polskiego, jednak został odwołany na wniosek Komendy Hufca w Częstochowie i skierowany do pracy jako komendant drużyny w Kłobucku, w zastępstwie za Bogumiła Krupskiego. Prowadził drużynę do jego powrotu w lutym 1921. Później pełnił jeszcze funkcje drużynowego w latach 1921–1923, 1925–1929 i 1931–1937.
We wrześniu 1939 roku przyłączył się pod Warszawą do oddziału wojskowego, biorąc udział w walkach na szlaku Rembertów Garwolin, Łuków, Ryki, Puławy, Lublin. Po powrocie do Kłobucka w styczniu 1940 roku, wstąpił do Związku Walki Zbrojnej (później Armii Krajowej). Również na początku tego roku zorganizował konspiracyjną drużynę harcerską, z której część druhów weszła w skład SZP a część stanowi późniejszą bazę dla Szarych Szeregów. Pod pseudonimem „Świerk” otrzymuje przydział do 11 kompanii 74pp. A.K. działającej w Kłobucku. Brał czynny udział w pracy konspiracyjnej, w zbieraniu broni na polach walk wrześniowych, głównie w okolicach Mokrej, jej konserwacji i przekazywaniu jej oddziałom leśnym, w kontrolowaniu na poczcie listów adresowanych do żandarmerii niemieckiej, w organizowaniu tajnych kursów wojskowych itp. Zajmował się również kolportażem prasy podziemnej, ładowaniem akumulatorów radiowych, przekazywaniu informacji z nasłuchu radiowego, utrzymywał kontakty z łącznikami z Częstochowy, Radomska, Blachowni i Wielunia oraz wspólnie z Leszkiem Krupskim organizacją podziemnego harcerstwa. Dwukrotnie osadzany w areszcie w Kłobucku i Lublińcu.
W maju 1945 roku organizuje na nowo drużynę harcerską, zostaje jej opiekunem i doradcą kolejnych drużynowych. W 1946 wraz z innymi starszymi harcerzami rozpoczął nabór do drużyn chodząc po kłobuckich szkołach, gdzie tworzył zalążki harcerstwa. W wyniku tej akcji powstał Podhufiec Kłobuck podlegający Hufcowi w Częstochowie. Sobiś został jego pierwszym komendantem. Wraz z byłym komendantem Szarych Szeregów w okresie okupacji, phm. Leszkiem Krupskim, organizują i przeprowadzają kurs zastępowych, w którym uczestniczy 27 druhów. W 1947 roku dh Sobiś jest członkiem komendy obozu kłobuckiej drużyny w Jędrysku, w 1948 pełni tę samą funkcję na obozie wędrownym na trasie Częstochowa, Warszawa, Gdańsk, Szczecin, Poznań, również w 1949 na obozie hufca częstochowskiego w Turawie.
W kwietniu 1949 roku zostaje mianowany członkiem Komendy Hufca Częstochowa Powiat. Funkcję pełni do momentu zakończenia działalności hufca i drużyny kłobuckiej w 1950 roku ze względu na rozwiązanie ZHP i utworzenie Organizacji Harcerskiej.
Po pięcioletniej przerwie wraca do czynnej pracy w odrodzonym Związku Harcerstwa Polskiego. W utworzonym Hufcu Kłobuck zostaje zastępca komendanta i wieloletnim członkiem Komendy. Od 1958 roku prowadzi zorganizowaną przez siebie 29 Drużynę Harcerzy im. Stanisława Moniuszki (mandolinistów) i do końca życia działał w harcerstwie.
W okresie powojennym, aż do przejścia na emeryturę, był kierownikiem świetlicy przy Tartaku Przemysłu Drzewnego w Kłobucku. Równocześnie ze społeczną pracą w harcerstwie był radnym Miejskiej Rady Narodowej, ławnikiem w Sądzie Powiatowym w Częstochowie, działaczem Polskiego Czerwonego Krzyża i opiekunem miejsc pamięci narodowej. Posiadał najwyższe stopnie Związku Harcerstwa Polskiego: harcerza Rzeczypospolitej (1934 r.) i harcmistrza (1958 r.).

## Odznaczenia
- Medal Zwycięstwa i Wolności (1945),
- Srebrną i Złotą Odznakę zasłużonemu w rozwoju woj. Katowickiego,
- Krzyż za Zasługi do ZHP (1974)
- Krzyż 85-lecia Harcerstwa Ziemi Częstochowskiej (pośmiertnie 1997)
- Medal Pamiątkowy za wkład w rozwój powiatu kłobuckiego (1972)

oraz liczne dyplomy i listy pochwalne.